# Mission Indian Reserve 1
Mission Indian Reserve 1 (franska: Réserve indienne Mission 1) är ett reservat i Kanada.   Det ligger i provinsen British Columbia, i den sydvästra delen av landet, 3 500 km väster om huvudstaden Ottawa.
Runt Mission Indian Reserve 1 är det i huvudsak tätbebyggt. Runt Mission Indian Reserve 1 är det mycket tätbefolkat, med 4 842 invånare per kvadratkilometer.